# Gazeta das Ilhas Cayman
O Diário das Ilhas Cayman, às vezes referido como The Gazette, é o diário do governo das Ilhas Cayman, publicado pelo Serviço de Informações do Governo quinzenalmente em segundas-feiras alternadas e em outras ocasiões, conforme ordenado pelo Governador.
Cayman Islands Gazette é publicado em George Town, Grand Cayman, e era conhecido como Cayman Gazette até 1997, sendo a última edição com esse título publicada em 22 de dezembro de 1997.